# 강릉커피축제

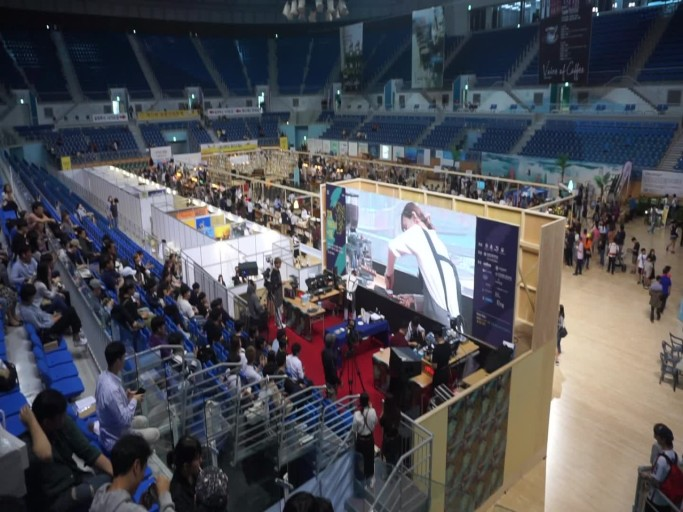

강릉커피축제는 강릉을 커피도시로 만들기 위한 강릉시의 노력의 일환으로 2009년에 처음 개최하였고 2010년에 2회를 맞았다. 강릉에 자생적으로 발달한 커피명가들과 자연적인 조건의 조화로 커피를 찾는 사람들의 발길이 잦아지면서 이들과 함께할 문화 사업을 고민하던 강릉시가 기획한 행사이다. 지역축제라고는 믿기지 않을 만큼 수많은 사람이 강릉을 찾았고, 단 두 차례의 행사를 치렀을 뿐이지만 이제 강릉은 바다를 바라보며 갓 볶은 고급 커피를 맛볼 수 있는 특별한 지역으로 자리 잡아가고 있다.

## 강릉이 커피도시가 될 수 있었던 배경
- 지역적 특성: 문화도시이자 바다와 산이 있는 자연도시라는 지역적 특성은 커피의 문화적 이미지와 비슷하다. 또한 영동고속도로를 통해 수도권의 접근성이 좋아서 여름뿐만 아니라 겨울에도 강릉 바다를 찾는 사람들이 많이 있기 때문이다. 강릉의 안목해변은 '커피 해변'으로 바닷가에서 자판기 커피와 함께 오붓한 분위기를 즐기는 연인들과 사람들이 많았다. 이 때문에 '커피해변'은 일명 '길 카페'로 유명해졌고 해변의 가게마다 자판기가 들어섰다. 시간이 지나면서 원두커피 문화가 빠르게 보급되고 좋은 커피 점들이 많이 생기면서 소비자층이 다양화되었다. 그리고 모임을 좋아하는 강릉사람들이 향기와 맛을 즐길 수 있는 원두커피가 있는 공간을 자연스럽게 찾게 된 것이다.

- 많은 커피명인과 커피에 대한 사람들의 관심: 현재 강릉에는 일곱 개의 커피아카데미가 개설되어 운영 중에 있다. 다른 지방에서 커피학원이 이렇게 많은 곳은 드물다. 통계에 따르면 현재 운영되고 있는 커피점은 200여 곳인데 그 중 직접 로스팅을 하는 곳도 30여 곳이나 된다. 이들 매장이 창출하는 연간 부가가치가 2000억 원에 이를 정도로 성업 중이어서 지역경제 활성화에도 많은 도움이 된다.

- 강릉시의 커피문화 사업: 각종 커피 관련 행사를 개최해 커피를 단순한 먹을거리가 아닌 문화상품으로 키우기 위해 노력하고 있다. 그 일환으로 커피도서관에서 '커피 만들기 체험행사'와 커피강좌, 관련서적 전시, 드리퍼나 그라인더 등 각종 커피용품을 전시하여 일반인들에게 커피에 대한 관심을 높이는 행사들을 펼치고 있다. 또한 지난 해 국내 최초로 열린 '커피축제'에서는 다른 지역 사람들에게 또 다른 강릉의 모습을 알릴 수 있는 계기가 되었다. 이로써 커피는 멋, 추억과 낭만의 지역인 강릉을 대표하는 문화 상품으로 가치를 갖게 될 수 있었다.

## 역사

### 제1회 커피축제

#### 행사 개요
- 개최기간: 2009년 10월 30일 (금) ~ 11월 11일 (일)
- 개최장소: 강릉지역 커피로스팅 업체와 안목항거리 커피숍
- 세미나: 행복한 모루
- 개최방법: 커피 전문점별로 미니콘서트 형태의 작은 음악회나 커피숍내에 통기타, 째즈 등 순회공연을 통해 자연스럽게 개최

#### 프로그램
| 구분            | 프로그램                    | 장소                     | 10월                                                   |                         | 11월                   |              |              |       |       |                         |                         |       |
|                 |                             |                          | 30(금)                                                 | 31(토)                  | 1(일)                  | 2(월)        | 3(화)        | 4(수) | 5(목) | 6(금)                   | 7(토)                   | 8(일) |
| 세미나          | 시민포럼                    | 행복한 모루 3층 강의실   | 전문가 세미나10:00~17:00                               | 무료 세미나10:00~17:00  |                        |              |              |       |       |                         |                         |       |
| 체험행사        | 커피, 다큐, 영화            | 강릉커피아카데미 강의실  |                                                        | 16:00 다큐, 18:00 영화  | 16:00 다큐, 18:00 영화 | 16:00, 18:00 | 16:00, 18:00 |       |       |                         |                         |       |
|                 | 커피와 만나는 다큐&영화     | 강릉영동대학 김장하 교수 | 14:00~16:00 제 1 강의동                                | 14:00~16:00 제 1 강의동 |                        |              |              |       |       | 14:00~16:00 제 1 강의동 | 14:00~16:00 제 1 강의동 |       |
|                 | 싸이폰 커피 추출법          | 에티오피아               |                                                        |                         |                        |              |              |       |       |                         | 19:00                   | 19:00 |
|                 | 다양한 커피 추출법          | 강릉커피아카데미         |                                                        | 14:00/19:00             | 14:00/19:00            |              |              |       |       |                         |                         |       |
| 공연행사        | 행복한 모루 작은 음악회     | 행복한 모루 앞마당       |                                                        | 17:00~18:30             |                        |              |              |       |       |                         |                         |       |
|                 | 포크 통기타 음악회          | 축제 참가 커피숍         | 매일 안목항 거리, 사천, 사근진, 택지 일대              |                         |                        |              |              |       |       |                         |                         |       |
|                 | 바다를 사랑한 색소폰 연주회 | 축제 밀집지역            | 안목항 2회                                             | 사천, 사근진            | 택지내 2회             |              |              |       |       |                         |                         |       |
|                 | COFFEE & MUSIC              | 안목항 거리              | 금관 5중주 17:30~18:00                                 |                         |                        |              |              |       |       |                         |                         |       |
|                 |                             | 플로렌티아               |                                                        | 금관 5중주 17:30~18:00  |                        |              |              |       |       |                         | 현악 4중주 19:00~19:30  |       |
|                 | COFFEE & SANTANA            | 축제 참가커피숍          | 평일 : 오후 4시 - 9시 / 주말(토, 일) : 오후 3시 - 10시 |                         |                        |              |              |       |       |                         |                         |       |
| 브라질 삼바밴드 | 안목항 거리                 | 18:00~18:30              |                                                        |                         |                        |              |              |       |       |                         |                         |       |
|                 | 강릉단오문화회관            |                          | 19:00~21:00                                            |                         |                        |              |              |       |       |                         |                         |       |
| 방송            | 생방송 투데이 강원          | 안목항거리               | 17:10~18:10                                            |                         |                        |              |              |       |       |                         |                         |       |
|                 | GTB뉴스 820                 |                          | 20:20~                                                 |                         |                        |              |              |       |       |                         |                         |       |

### 제2회 강릉커피축제

#### 행사 개요
- 개최기간: 2010년 10월 22일 (금) ~ 10월 31일 (일)
- 개최장소: 강릉시 전역 커피숍 93여 개소
- 개최방법: 커피 전문점별로 미니콘서트 형태의 작은 음악회나 커피숍내에 통기타, 째즈 등 순회공연을 통해 자연스럽게 개최
- 행사구성: 행사장 연계(관광객을!행복하게), 축제 프로모션(관광객을!편안하게), 축제 이벤트(관광객을!즐겁게)
- 슬로건: 커피도시로의 신나는 여행
- 테마: 커피 성지 순례
- 참가인원: 관광객, 강릉시민 등 약 30만명
- 주최: 강릉시
- 주관: GTB강원민방/문화기획새롬

#### 메인프로그램
| 커피추출체험관1(로스팅/핸드드립관) |                                                                                        |
| ---------------------------------- | -------------------------------------------------------------------------------------- |
| 기획의도                           | 생두를 볶아서 우리가 마시는 다양한 커피의 생산과정을 직접 체험할 수 있는 공간으로 조성 |
| 장소                               | 강릉항 내 COFFEE WORLD 2층                                                             |
| 기간                               | 10월 22일 금요일부터 31일 일요일까지 총 10일간                                         |
| 체험계획                           | 수망로스팅 체험, 핸드드림 체험, 원두커피 마시기                                        |
| 체험비                             | 체험료(머그컵 포함 5,000원)                                                            |

| 커피추출체험관2(에스프레소/사이폰/더치) |                                                                                        |
| --------------------------------------- | -------------------------------------------------------------------------------------- |
| 기획의도                                | 생두를 볶아서 우리가 마시는 다양한 커피의 생산과정을 직접 체험할 수 있는 공간으로 조성 |
| 장소                                    | 강릉항 내 COFFEE WORLD 2층                                                             |
| 기간                                    | 10월 22일 금요일부터 31일 일요일까지 총 10일간                                         |
| 체험계획                                | 에스프레소(모카포트) 체험, 사이폰 & 더치 아이스 추출 시연, 에스프레소 마시기           |
| 체험비                                  | 체험료(머그컵 포함 5,000원)                                                            |

| 터키쉬 커피유물대전 | |
| ------------------- | --- |
| 기획의도            | 유럽 커피문화의 원형인 터키 이스탄불을 비롯한 이슬람 제국의 커피 유물 전시를 통해 터키의 커피 역사와 문화를 한 자리에서 볼 수 있는 코너 |
| 장소                | 강릉항 내 COFFEE WORLD 2층 |
| 기간                | 10월 22일 금요일부터 31일 일요일까지 총 10일간                                                                                          |
| 운영계획            | 이슬람 제국의 커피 유물 전시, 터키쉬 커피 만들기, 커피나무 전시, 커피 사진 전시 등                                                      |

#### 서브프로그램
| 커피나무 나눠주기 | |
| ----------------- | --- |
| 기획의도          | 커피나무 묘목을 나눠주는 행사 |
| 장소              | 강릉항 내 COFFEE WORLD 앞 |
| 기간              | 10월 22일 금요일부터 31일 일요일까지 총 10일간 |
| 프로그램          | 커피나무 나눠주기 / 체3세계 커피농가 지원 기금함 |
| 운영계획          | 제3세계의 가난한 커피 재배농가의 커피를 공정한 가격에 거래하는 착한 소비 운동에 동참, 커피묘목을 받아가는 사람들의 자발적인 모금으로 기금 조성, 기금액 전액을 국제공정무역 단체에 기부 |

| 해돋이열차로 찾아가는 커피축제 | |
| ------------------------------ | --- |
| 기획의도                       | 해돋이 열차 관광객을 대상으로 하는 커피축제 홍보 행사 |
| 장소                           | 정동진역 |
| 기간                           | 10월 23일, 30일 토요일 새벽 5시부터 아침 8시까지 총 2일간 6시간 |
| 운영주체                       | 정동진역 |
| 운영계획                       | 강릉을 찾은 해돋이열차 관광객들에게 도착 장소에서 원두커피를 무료로 나눠주며 커피축제를 직접적으로 홍보하는 장으로 해돋이 관광 후에 커피축제에서 참여토록 함으로 축제 관광객 확보 및 지역경기활성화에 기여토록 한다. |

#### 공연프로그램
| 커피향과 함께하는 호국음악회 |                                                     |
| ---------------------------- | --------------------------------------------------- |
| 기획의도                     | 커피축제를 기념하고 호국의 의미를 되새기는 축하공연 |
| 장소                         | 강릉실내종합체육관(강릉빙상경기장) 야외공연장       |
| 기간                         | 10월 26일 화요일 오후 7시                           |
| 출연팀                       | 송대관, 김양, 정수라, 카라, LPG, 마야 등            |